# الجزولی نوح
الجزولی نوح (انگلیسی: Al-Jezoli Nouh؛ زادهٔ ۲۴ اکتبر ۲۰۰۲) بازیکن فوتبال اهل سودان است.
وی همچنین در تیم‌های ملی فوتبال زیر ۲۳ سال سودان و سودان بازی کرده‌است.